# Enteucha
Enteucha là một chi bướm đêm thuộc họ Nepticulidae.

## Các loài
- Enteucha acetosae (Stainton, 1854)
- Enteucha acuta Puplesis & Diškus, 2002
- Enteucha basidactyla (Davis, 1978)
- Enteucha contracolorea Puplesis & Robinson, 2000
- Enteucha cyanochlora (Meyrick, 1915)
- Enteucha diplocosma  (Meyrick, 1921)
- Enteucha gilvafascia (Davis, 1978)
- Enteucha guajavae Puplesis & Diškus, 2002
- Enteucha hilli Puplesis & Robinson, 2000
- Enteucha snaddoni Puplesis & Robinson, 2000
- Enteucha terricula Puplesis & Robinson, 2000
- Enteucha trinaria (Puplesis & Robinson, 2000)